# 穆罕默德·沙尔
穆罕默德·易卜拉欣·沙尔（阿拉伯语：اللواء محمد إبراهيم الشعار，1950年—）叙利亚政治人物，曾任叙利亚内政部部长、军事警察部队司令。

## 生平

### 早年生涯
1950年沙尔生于叙利亚拉塔基亚省哈法市，1971年入伍。后在叙利亚安全部门中任职，曾任阿勒颇军事警察部队司令与塞德纳亚监狱长。在担任内政部长以前，他曾是军事警察部队司令。

### 遭受制裁
在叙利亚内战期间，沙尔曾宣称将以铁拳回击反政府武装的恐怖袭击，他说：“对试图破坏叙利亚及其民众安全的人，我们将以铁拳回击。”2011年5月9日，正值局势风起云涌之际，欧盟将沙尔与另12名阿萨德政权高官列入制裁名单。《欧洲联盟公报》指出将他列入制裁名单的理由是他参与了对示威者的粗暴镇压。

### 传闻死亡
2012年5月20日，反政府组织叙利亚自由军的大马士革委员会宣称，该组织的营已经成功逮捕了政府危机处理机构、即负责政府军日常事务的所有八名成员。自由军还称，他们相信这八人中至少有六人：前国防部长图尔克马尼、现国防部长拉吉哈、现国防部副部长肖卡特、现内政部长沙尔、现国家安全顾问伊赫蒂亚尔和复兴党（叙利亚）地区领导机构副总书记布坦，皆已经被杀死。不过很快沙尔和图尔克马尼先后在国家电视台露面粉碎谣言，并称谣言是“彻头彻尾毫无根据”的。

### 死里逃生
2012年7月18日在大马士革的国家安全总部大楼内发生了爆炸，当时叙利亚军事安全部门的高级官员正在开会，沙尔也在其中。紧接着出现了关于沙尔命运互相矛盾的报道：美国有线电视新闻网（CNN）报道称叙利亚国家电视台证实他在这起爆炸事件中身亡，同时身亡的还有前国防部长哈桑·图尔克马尼中将、现国防部部长达乌德·拉吉哈中将以及总统巴沙尔·阿萨德的姐夫、国防部副部长阿塞夫·肖卡特中将。
不过叙利亚国家电视台之后报道称他还活着，只是受了伤，报道还称他与其他国家情报高级官员目前身体状况稳定。黎巴嫩媒体则报道称他受了重伤。
2012年7月28日，叙利亚电视台在当天的报道中播放了沙尔主持内政部高级别会议的画面，粉碎了他已身亡的传言。

## 个人生活
沙尔已婚，育有2个儿子和3个女儿。